# Farende folk
Farende folk – norsk optagelse i 5 akter är en norsk svartvit stumfilm (drama) från 1922. Filmen regisserades av Amund Rydland som också spelade huvudrollen som Ahti.

## Handling
Ahtis fästmö låter sig villigt förföras av krämaren Klemet och därefter dränker hon sig. Ahti bevittnar händelsen och skjuter kallblodigt Klemet, som dock överlever. Senare begår en luffare ett våldtäktsförsök i skogen men hindras av Ahti. Luffaren dödar Ahtis hund varpå han piskas av Ahti. Som hämnd mördar luffaren Klemet och gräver ner liket i Ahtis koja för att göra honom misstänkt för brottet. Ahti döms till livstids straffarbete. Luffaren knivskärs av romer och bekänner då mordet. En romsk flicka delger bekännelsen för Ahtis unge vän Jonas och Ahti släpps fri.

## Rollista
- Amund Rydland	– Ahti
- Arna Fahlstrøm – Ahtis käresta
- Lars Tvinde – Klemet, resandehövding
- Martin Gisti – luffaren
- Agnes Mowinckel – Birgitte Værn
- Nils Hald – Jonas Værn
- Didi Holtermann – Veronika, hans syster
- Magnus Hamlander – Reinert, hans farbror
- Karen Rasmussen – Varvara, resandekvinna
- Aksel Opsann	 – Mr. Wilson
- P.A. Grindalen – länsman
- Helga Rydland – resandekvinna
- Ragnhild Hald – en ung kvinna (okrediterad)
- Tore Segelcke – en ung piga (okrediterad)

## Om filmen
Filmen var Rydlands debut som regissör och den ena av totalt två filmer han regisserade. Den bygger på Severin Liebleins roman Den sidste av sin slegt – et blad av Jonas Værns ungdomskrønike från 1910. Rydland och Martin Gisti omarbetade romanen till filmmanus. Filmen producerades av Kommunenes filmcentral och fotades av Arthur Thorell. Den klipptes samman av Rydland och premiärvisades den 13 november 1922 på Boulevardteatret och Westend Teater i Kristiania (nuvarande Oslo). Den distribuerades av Kommunenes filmcentral. I Tyskland hade filmen premiär i september 1923 under titeln Fahrendes Volk.